# Чемпионат Москвы по футболу 1921 (весна)
Чемпионат Москвы по футболу 1921 (весна) стал ХVI первенством (V весенним), организованным Московской футбольной лигой (МФЛ).
Турнир носил название Кубок КФС - «Коломяги».
Чемпионом во второй раз подряд стал СК «Замоскворечье».

## Организация и проведение турнира
В весеннем первенстве поступили заявки на участие от 16 клубов.
Комитет МФЛ разделил клубы на три предварительные группы:
- «Сильнейшая» группа — шесть команд класса «А» по итогам осеннего первенства.
- «Территориальные» группы (две группы по 5 команд с полуфинальной игрой между победителями) — все прочие клубы.

Поскольку кубок КФС-Коломяги разыгрывался для всех клубов МФЛ (то есть являлся абсолютным первенством Москвы — любой клуб из низших соревновательных уровней должен был по регламенту иметь возможность его завоевания), то победитель «сильнейшей» группы должен был встретиться в финальном матче с победителем полуфинала, сыгранного между двумя лучшими командами «территориальных» групп.
Разыгрывались также соревнования по аналогичным схемам для II (кубок ЗКС) и III (кубок «Красково») команд.
Всего на 6 соревновательных уровнях приняли участие 48 команд, представлявших 16 клубов.
На высшем уровне (I команды «сильнейшей» группы) участвовали 6 команд
- КФ «Сокольники»
- «Замоскворецкий» КС
- СК «Замоскворечье»
- ОЛЛС
- «Мамонтовка»
- «Физическое воспитание»

## Ход турнира («сильнейшая» группа)

### Турнирная таблица
| № | Команды                 | 1   | 2   | 3    | 4   | 5   | 6    | В | Н | П | М      | О |
| - | ----------------------- | --- | --- | ---- | --- | --- | ---- | - | - | - | ------ | - |
|   | СК «Замоскворечье»      |     | 3:1 | 1:4  | 3:2 | 3:1 | 6:1  | 4 | 0 | 1 | 16 — 9 | 8 |
|   | «Замоскворецкий» КС     | 1:3 |     | 2:0  | 3:0 | 2:0 | 5:2  | 4 | 0 | 1 | 13 — 5 | 8 |
|   | КФ «Сокольники»         | 4:1 | 0:2 |      | 2:2 | 4:0 | 14:1 | 3 | 1 | 1 | 24 — 6 | 7 |
| 4 | ОЛЛС                    | 2:3 | 0:3 | 2:2  |     | +:- | -:+  | 1 | 1 | 3 | 4 — 8  | 3 |
| 5 | «Физическое воспитание» | 1:3 | 0:2 | 0:4  | -:+ |     | 6:0  | 1 | 0 | 4 | 7 — 9  | 2 |
| 6 | «Мамонтовка»            | 1:6 | 2:5 | 1:14 | +:- | 0:6 |      | 1 | 0 | 4 | 4 — 31 | 2 |

### Финальный матч
В финале турнира СК «Замоскворечье» разгромил победителя полуфинального матча - РГО «Сокол» со счетом 10:1.

## Низшие уровни
- Территориальная группа 1

1. РГО «Сокол» 2. «Александровская лига» 3. КС «Орехово» 4. «Унион» 5. МКЛС
- Территориальная группа 2

1. «Благуша» 2. «Перово» 3. СОБС 4. «Сокольнический» КЛ 5. МКГ
- Полуфинальный матч:

РГО «Сокол» — «Благуша» — 5:2
- Кубок ЗКС (II команды)
  - Победитель — КФ «Сокольники» - II

- Кубок «Красково» (III команды)
  - Победитель — ОЛЛС - III[5]

### Кубок Тосмена
Во втором розыгрыше кубка между победителями весенних первенств Петрограда и Москвы — кубка Тосмена — СК «Замоскворечье» проиграл в Петрограде команде «Меркур» со счетом 3:4.